# Nobleite
La nobleite è un minerale scoperto nel 1961, così chiamata in nonore del geologo Levi F. Noble